# 敘永松坡樓
敘永松坡樓位於四川省瀘州市敘永縣，文物遺址年代判定為1916年。2012年7月16日公佈為第八批四川省文物保護單位。
松坡樓位於四川省瀘州市敘永縣敘永鎮東城社區人民醫院內，坐東北向西南，面闊7.2米，進深15米，高8.5米，面積108平方米，小青瓦屋面，竹木結構二層樓，單簷穿逗式結構，簷下8根縷空雕撐拱，石砌地基。松坡樓是清乾隆時期貴州鹽商在敘永東城修建的忠烈宮（貴州會館）。1916年2月9日，蔡鍔竄入敘永，設司令部在忠烈宮，並在此與川軍結盟，在此指揮棉花坡之戰。1986年，松坡樓被瀘州市人民政府公佈為市級文物保護單位。